# Invulnerabile
Invulnerabile è il sesto album del cantautore pop italiano Tricarico, pubblicato il 2 aprile 2013.
L'album è stato anticipato dalla pubblicazione del singolo L'America, avvenuta nel febbraio 2013. Il 6 marzo 2013 viene diffuso il videoclip dello stesso brano. Il 9 maggio 2013 viene pubblicato il video del secondo singolo, Riattaccare i bottoni, completamente autoprodotto da Tricarico e registrato in casa propria. Il video è una sorta di parodia di Robert De Niro nel film Taxi driver, con Francesco nei panni di De Niro.

## Tracce
1. L'America – 3:04
2. Le conseguenze dell'ingenuità – 3:37
3. Invulnerabile – 3:45
4. Amico mio – 3:38
5. Riattaccare i bottoni – 3:06
6. Insieme assieme a te – 3:52
7. Il tuo coraggio – 3:48
8. Tempo e notizie – 2:48
9. La natura – 3:20
10. Frutta fresca – 3:20
11. Io sono Francesco – 4:13